# Ноговицын, Анатолий Алексеевич
Анато́лий Алексе́евич Ногови́цын (29 апреля 1952, Барышевка, Бородулихинский район, Семипалатинская область, КазССР, СССР — 5 ноября 2019, Москва, Россия) — российский военачальник, генерал-полковник (2004). Заслуженный военный лётчик Российской Федерации (2007), доктор военных наук.

## Биография
Окончил Армавирское высшее военное авиационное училище лётчиков с золотой медалью (1969—1973), Военную командную академию противовоздушной обороны имени Маршала Советского Союза Г. К. Жукова (1977—1980), Военную академию Генерального штаба Вооружённых Сил Российской Федерации (1992—1994).
Проходил службу в должностях лётчика, командира корабля, командира авиационного отряда, заместителя командира и командира авиационной эскадрильи, заместителя командира и командира истребительного авиационного полка ПВО, начальника авиации корпуса ПВО, заместителя командира корпуса ПВО, командира 21-го корпуса ПВО (1994—1995), первого заместителя командующего отдельной армией ПВО (1995—1998), начальника штаба (1998—2000) и командующего (2000—2002) 11-й армией ВВС и ПВО. Вскоре после назначения командующим 11-й армией ВВС и ПВО, 17 октября 2000 года, два самолета Су-24 и Су-27 из состава армии обнаружили в Японском море многоцелевой авианосец ВМС США «Китти Хок», сумели совершить его демонстративный облёт с имитацией атаки. Спустя месяц представители министерства обороны США официально признали факт «условного уничтожения» авианосца.
Имел налёт 2800 часов, освоил более 10 типов самолетов.
С января 2002 года — заместитель Главнокомандующего ВВС России. В 2005—2006 неоднократно находился в служебных командировках в Республике Таджикистан. В 2002 году входил в советы директоров концерна «Антей» и НПО «Алмаз».
В июле 2008 назначен заместителем начальника Генерального штаба Вооружённых Сил Российской Федерации — председателем Военно-научного комитета Генерального штаба ВС РФ. Доктор военных наук.
Получил публичную известность как ведущий регулярных пресс-конференций во время войны в Грузии 2008 года, в ходе которых озвучивал почти все официальные заявления от имени Генерального штаба ВС РФ.

Довольно-таки грамотно информировал общественность об обстановке на южноосетинском фронте заместитель начальника Генштаба генерал-полковник Анатолий Ноговицын.— Герой Советского Союза генерал армии Павел Грачёв («Независимая газета», 20.03.2009)
С 1 марта 2010 года по 3 мая 2012 года занимал должность первого заместителя начальника Объединенного штаба ОДКБ.
25 мая 2012 года указом Президента РФ освобождён от занимаемой должности и уволен с военной службы в отставку по достижении предельного возраста пребывания на военной службе. До отставки в разное время считался одним из возможных кандидатов на пост Главнокомандующего ВВС.
Генерал-полковник (с февраля 2004 года). Заслуженный военный лётчик Российской Федерации (2007).
Награждён орденами Красной Звезды и «За военные заслуги», медалями, орденом Почёта Республики Южная Осетия (2010).
Лауреат премии Правительства Российской Федерации за значительный вклад в развитие Военно-воздушных сил (17 декабря 2012) — за организацию и руководство строительством и развитием Военно-воздушных сил на соответствующих командных должностях.
В отставке работал в концерне ПВО «Алмаз-Антей».
Скончался 5 ноября 2019 года после продолжительной болезни. Похоронен 8 ноября на Федеральном военном мемориальном кладбище.